# Bonamia menziesii
Bonamia menziesii е вид растение от семейство Convolvulaceae. Видът е критично застрашен от изчезване.

## Разпространение
Разпространен е в САЩ (Хавайски острови).